# Wilderness of Mirrors
Wilderness of Mirrors è il quarto album dei Waysted, uscito nel 2000 per l'Etichetta discografica Zoom Club Records.
Si tratta di un album composto da pre-registrazioni di alcune tracce che avrebbero dovuto comporre il disco Save Your Prayers (1986). Infatti Wilderness of Mirrors presenta alcune tracce che il precedente non conteneva, come "Fire Under the Wheels", "Terror City" e la reinterpretazione dei Creedence Clearwater Revival "Fortunate Son". Al contrario Save Your Prayers presenta alcune tracce non contenute in Wilderness of Mirrors come "Hell Comes Home", "Heaven Tonight" e "How the West Was Won".

## Tracce
1. Walls Fall Down (Chapman, Way) 5:12
2. Fire Under the Wheels (Chapman, Way) 3:26
3. Heroes Die Young (Chapman, Way) 5:43
4. Singing to the Night (Chapman, Way) 5:17
5. Out of Control (Chapman, Way) 4:39
6. Wild Night (Chapman, Way) 4:08
7. Terror City (Chapman, Way) 5:41
8. Black and Blue (Chapman, Way) 4:30
9. Fortunate Son (Fogerty) 4:06 (Creedence Clearwater Revival Cover)
10. So Long (Chapman, Way) 4:51

## Formazione
- Danny Vaughn - voce
- Paul Chapman - chitarra
- Pete Way - basso
- John Diteodoro - batteria